# Borrelia
Borrelia là một loại vi khuẩn spirochaete gây bệnh Lyme. Ngày nay, có 36 loài Borrelia được biết đến. 12 trong số đó gây ra bệnh borreliosis, một bệnh lây truyền từ động vật lây truyền qua đường sinh dục chủ yếu do bọ ve hoặc rận. Vectơ truyền bệnh phụ thuộc vào loài Borrelia. Borreliosis còn được gọi là bệnh Lyme. Borrelia burgdorferi và Borrelia afzelii là những loài gây bệnh Lyme. Các loài khác như Borrelia hermsii hoặc Borrelia parkeri gây sốt tái phát. Trong trường hợp này, véc tơ là những con ve, được lan truyền bởi loài gặm nhấm.